# Xystonotus reelfootensis
Xystonotus reelfootensis är en kvalsterart som beskrevs av Clarence Clayton Hoff 1944. Xystonotus reelfootensis ingår i släktet Xystonotus och familjen Mideopsidae. Inga underarter finns listade i Catalogue of Life.